# Hydrazine
| Alkylhydrazine (Beispiel) |
| 1,1-Dimethylhydrazin      |

| Arylhydrazine (Beispiele) |
| Phenylhydrazin            |
| 2,4-Dinitrophenylhydrazin |
| 1,2-Diphenylhydrazin      |
| Tetraphenylhydrazin       |

Hydrazine sind in der Chemie eine Klasse von Verbindungen, die eine funktionelle Gruppe aufweisen, in der zwei Stickstoffatome  über eine kovalente Bindung verknüpft sind und mindestens einen oder bis zu vier Alkyl- oder Arylsubstituenten tragen können. 
Von den unten genannten Ausnahmen abgesehen, haben die Alkyl- oder Arylhydrazine keine besondere Bedeutung.

## Herstellung
1,1-Dimethylhydrazin wird durch Reduktion von N-Nitrosodimethylamin hergestellt. Die Reduktion von Benzoldiazoniumchlorid mit Zinn(II)-chlorid und Salzsäure liefert Phenylhydrazin. 2,4-Dinitrophenylhydrazin entsteht bei der Umsetzung von 1-Chlor-2,4-dinitrobenzol mit Hydrazin. Tetraphenylhydrazin bildet sich bei der Oxidation von Diphenylamin mit Kaliumpermanganat in Aceton.

## Verwendung
Phenylhydrazin und 2,4-Dinitrophenylhydrazin haben historisch eine Bedeutung in der Chemie. Früher benutzte man beide Verbindungen in der analytischen Chemie zum Nachweis und zur Identifizierung von Verbindungen mit Carbonylgruppen. Phenylhydrazin wurde zur Untersuchung der Struktur von Kohlenhydraten eingesetzt, denn durch Reaktion mit der Aldehydgruppe der Zucker bilden sich  gut kristallisierende Phenylhydrazone oder Osazone. Hydrazin, 1,1-Dimethylhydrazin und 1,2-Dimethylhydrazin oder Mischungen davon werden als hypergole Treibstoffe für Raketen, Satelliten und Raumsonden eingesetzt. Viele Hydrazine sind toxisch, was ihre Verwendbarkeit einschränkt.